# Ursinia pinnata
Ursinia pinnata là một loài thực vật có hoa trong họ Cúc. Loài này được (Thunb.) Prassler miêu tả khoa học đầu tiên.